# Kasselik Ferenc
Kasselik Ferenc, Kaszalik (Pest, 1796. január 26. – Budapest, 1884. december 6.) építész, Kasselik Fidél fia.

## Életpályája
Kasselik Fidél építőmester és Hofrichter Leonóra fia. Előbb apja műhelyében, majd 1819-től a bécsi akadémián rajzolást és rézmetszést tanult. 1827-től pesti polgár és céhtag volt. Több mint 400 alkotása ismert. Az általa nagy számban épített empire stílusú bérházak a terület legjobb kihasználásának szempontjai szerint készültek. Temetését Markus Gyula pápai prelátus, esztergomi apát-kanonok celebrálta.

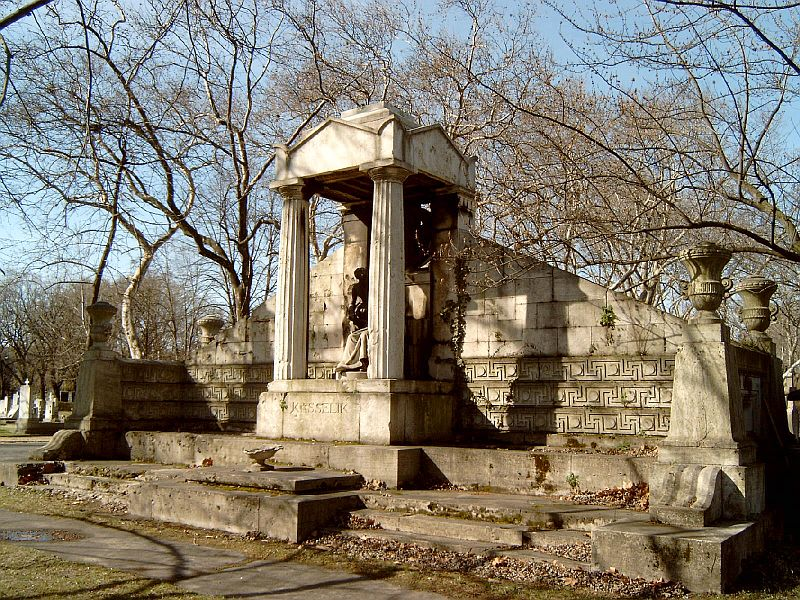
Kasselik Ferenc sírja Budapesten

## Főbb művei
- a balassagyarmati megyeháza (1834–35),
- az egykori Nemzeti Zenede épülete a Semmelweis utcában (1836),
- a lebontott gróf Vigyázó-palota a Rákóczi út sarkán (1837),
- a Hild József által 1863-ban átépített s azóta lebontott régi pesti városháza (1842)
- a gellérthegyi Citadella (1851).